# Mezőnagymihály, Borsod-Abaúj-Zemplén
Mezőnagymihály este un sat în districtul Mezőkövesd, județul Borsod-Abaúj-Zemplén, Ungaria, având o populație de 1.099 de locuitori (2011). 

## Demografie
Componența etnică a satului Mezőnagymihály
     Maghiari (99,09%)
     Necunoscut (0,91%)
     Alții (0,91%)
Componența confesională a satului Mezőnagymihály
     Reformați (37,4%)
     Romano-catolici (34,49%)
     Fără religie (9,1%)
     Greco-catolici (1,46%)
     Necunoscută (17,56%)
     Alte religii (0,64%)
Conform recensământului din 2011, satul Mezőnagymihály avea 1.099 de locuitori. Din punct de vedere etnic, majoritatea locuitorilor (99,09%) erau maghiari. Apartenența etnică nu este cunoscută în cazul a 0,91% din locuitori. Nu există o religie majoritară, locuitorii fiind reformați (37,4%), romano-catolici (34,49%), persoane fără religie (9,1%) și greco-catolici (1,46%). Pentru 17,56% din locuitori nu este cunoscută apartenența confesională.